# Deiver Machado
Deiver Andrés Machado Mena (Tadó, 2 de setembro de 1993) é um futebolista profissional colombiano que atua como defensor, atualmente defende o Lens.

## Carreira
Deiver Machado fará parte do elenco da Seleção Colombiana de Futebol nas Olimpíadas de 2016.